# Trebania flavifrontalis
Trebania flavifrontalis es una especie de polilla perteneciente a la familia de los pirálidos. Se encuentra distribuida en Corea, Japón y China.
Es una polilla mediana, con una envergadura de 33–35 mm. El color de base de las alas es marrón grisáceo oscuro. La cabeza es de color amarillo, el tórax es de color marrón grisáceo oscuro y el abdomen es gris.
Los adultos vuelan en julio.